# Clito Carlucci

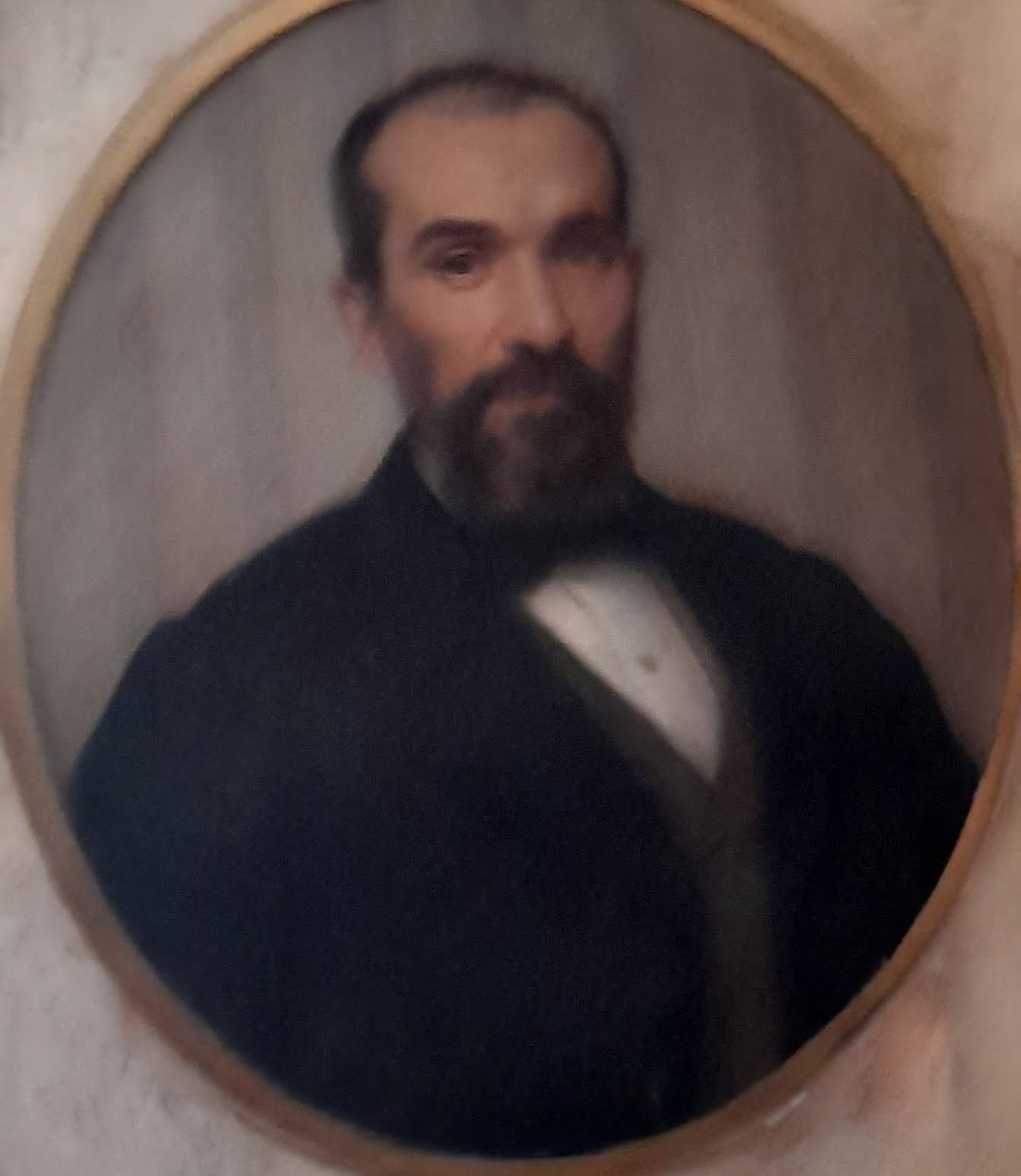
Clito Carlucci, rettore università di Roma

Clito Carlucci (Macerata, 7 marzo 1810 – Roma, 11 maggio 1879) è stato un medico italiano.

## Biografia
Nacque a Macerata il 7 marzo 1810 da Pietro Carlucci (..., 1768 - Roma, 1852) e Teresa Valbonesi (Cesena, 01/02/1772 - Roma, 1852).
La famiglia materna risultava tra le nobili famiglie patrizie di Forlì ed il padre di Teresa, Domenico Valbonesi, fu fratello del padre del pittore Ranchiese Michele Valbonesi.
Negli atti di stato civile (Archivio di Stato di Macerata - Dipartimento del Musone - Stato Civile, vol. 44, cc. 59 v. / 60r. al n. 147) è registrato alla nascita con il nome di "Cletofonte Varano".
Risultano identificati i seguenti fratelli: Giuseppe (..., circa 1803 - ..., ...), Paolino (Macerata, 1808 - Roma, 1890), Carlo (Macerata, 1813 - ..., ...).
Sposò Paolina Ridolfi Felici (Montopoli in Sabina, 1821 - Roma, 15/12/1878) cinque sono i figli conosciuti: Pietro (Roma, 1842 - Roma, 23 aprile 1893), Enrico (Roma, 14/03/1844 - Roma, 9/12/1876), Flaminia (Roma, 29/03/1846 - ... , ...), Tito (Roma, 16/09/1848 - Roma, 16/03/1899) e Leopoldo (Roma, 20/10/1852 - ... , ...).
Il deposito si trova presso il cimitero monumentale del Verano in Roma nella zona del Pincetto Vecchio sottozona parte elevata 30 n° 13 – Fila 99.
Compì i suoi studi di medicina alla Sapienza dal 1828 e laureandosi nel 1833.
Nel 1842, venne nominato in seguito a concorso, terzo medico soprannumerario della Limosineria Apostolica.
Nel 1847 lo si trova Ufficiale Sanitario del 4º battaglione della Guardia Civica.
Nel 1849 venne nominato medico soprannumerario della famiglia pontificia.
Nel 1857 fu eletto Presidente del "Pio Istituto di soccorso per i medici chirurghi e farmacisti di Roma e Comarca".
Partecipò all'unificazione d'Italia come dirigente del Comitato Nazionale Romano Archiviato il 4 marzo 2016 in Internet Archive..
Prima in Roma, successivamente in Napoli come capo della sezione e poi nelle Marche.
Nel 1849 essendo stato incaricato della direzione delle ambulanze durati i moti di liberazione della città di Roma venne incarcerato, successivamente subì la destituzione da ogni incarico, la confisca dei beni e l'esilio. Durante l'allontanamento forzato da Roma adottò le false generalità di Cajo.
In seguito alla rinuncia alla nomina di Giuseppe Ponzi, venne nominato dalla Giunta provvisoria del Governo, su proposta del Conte Terenzio Mamiani in data 3 ottobre 1870 primo rettore dell'Università "La Sapienza" dopo l'annessione di Roma al Regno d'Italia.
Carlucci resterà in carica fino al 1872.
Nel 1876 consegnò al Consiglio Provinciale di Sanità di Roma i risultati di una ricerca con il titolo Sulle condizioni fisiche e stato civile della provincia romana e sulle infermità predominanti nella sua popolazione in rapporto alla leva militare.

## Onorificenze
Il 4 gennaio 1871 venne promosso Ufficiale dell'Ordine della Corona d'Italia.
Il 13 febbraio 1871 venne insignito della Medaglia ai Benemeriti per aver preso parte ai moti di liberazione di Roma del 1849.

Medaglia ai benemeriti della Liberazione di Roma (1849-1870)
Il 16 luglio 1872 venne promosso Commendatore dell'Ordine della Corona d'Italia.

## Pubblicazioni
- L'agro romano / breve nota del dott. Clito Carlucci. - Roma : Tip. del popolo romano, 1875.
- Dell'acqua marcia di Roma. Relazione chimico-igienica dei dottori Clito Carlucci, Pietro Balestra e Fausto Sestini di Roma (Annali di chimica applicata alla medicina cioè alla farmacia, alla tossicologia, all'igiene, alla fisiologia, alla patologia e alla terapeutica) (1876 ago, Serie 3, Volume 63, Fascicolo 2)
- Relazione sulla Università Degli Studi di Roma durante l'anno scolastico 1870-1871

L'albero genealogico completo con annessi molti documenti si può rintracciare sul sito web www.ancestry.it